# Bilivți, Borșciv
Bilivți (în română Biliuți si în ucraineană Білівці) este un sat în comuna Vîhoda din raionul Borșciv, regiunea Ternopil, Ucraina.

## Istoric
În apropiere de Biliuți (sat aflat la 8 km vest de Hotin) există un val de pământ înalt de 4,5 m și lat de circa 25 m numit de localnici și Valul lui Traian. Lungimea valului este de circa 25 km, orientat aproximativ de-a lungul râului Zbruci.

## Demografie
Componența lingvistică a localității Bilivți
     Ucraineană (99,83%)
     Alte limbi (0,17%)
Conform recensământului din 2001, majoritatea populației localității Bilivți era vorbitoare de ucraineană (99,83%), existând în minoritate și vorbitori de alte limbi.